# Лора (Њемачка)
Лора (њем. Lohra) општина је у њемачкој савезној држави Хесен. Једно је од 22 општинска средишта округа Марбург-Биденкопф. Према процјени из 2010. у општини је живјело 5.630 становника. Посједује регионалну шифру (AGS) 6534013.

## Географски и демографски подаци
Лора се налази у савезној држави Хесен у округу Марбург-Биденкопф. Општина се налази на надморској висини од 210 метара. Површина општине износи 49,2 km². У самом мјесту је, према процјени из 2010. године, живјело 5.630 становника. Просјечна густина становништва износи 114 становника/km².